# Chidera Ejuke
Chidera Ejuke (ur. 2 stycznia 1998 w Zarii) – nigeryjski piłkarz grający na pozycji lewoskrzydłowego. Od 2024 jest piłkarzem klubu Sevilla FC.

## Kariera klubowa
Swoją karierę piłkarską Ejuke rozpoczął w klubie Gombe United, w barwach którego zadebiutował w 2016 roku w Nigeria National League. W marcu 2017 przeszedł do norweskiego klubu Vålerenga Fotball. 30 kwietnia 2017 zaliczył w nim swój debiut w przegranym 1:2 wyjazdowym meczu z Odds BK. W Vålerendze grał do lata 2019.
15 lipca 2019 Ejuke podpisał kontrakt z holenderskim sc Heerenveen, który zapłacił za niego 2 miliony euro. Swój debiut w Heerenveen zanotował 4 sierpnia 2019 w zwycięskim 4:0 wyjazdowym meczu z Heraclesem Almelo. W debiucie strzelił gola. Zawodnikiem Heerenveen był przez rok.
28 sierpnia 2020 Ejuke został piłkarzem CSKA Moskwa, a suma transferu wyniosła 11,5 miliona euro. Swój debiut w CSKA zaliczył 30 sierpnia 2020 w wygranym 3:0 wyjazdowym meczu z Achmatem Grozny.
| Sezon   | Klub              | Kraj     | Rozgrywki               | Mecze | Gole |
| ------- | ----------------- | -------- | ----------------------- | ----- | ---- |
| 2016    | Gombe United      | Nigeria  | Nigeria National League | ?     | ?    |
| 2017    | Vålerenga Fotball | Norwegia | Eliteserien             | 16    | 4    |
| 2018    | Vålerenga Fotball | Norwegia | Eliteserien             | 29    | 3    |
| 2019    | Vålerenga Fotball | Norwegia | Eliteserien             | 14    | 6    |
| 2019/20 | sc Heerenveen     | Holandia | Eredivisie              | 25    | 9    |
| 2020/21 | CSKA Moskwa       | Rosja    | Priemjer-Liga           | 25    | 5    |

## Kariera reprezentacyjna
Ejuke w swojej karierze grał w młodzieżowych reprezentacjach Nigerii na szczeblach U-17 i U-20. W reprezentacji Nigerii zadebiutował 13 października 2020 w zremisowanym 1:1 towarzyskim meczu z Tunezją, rozegranym w Sankt Veit an der Glan. W 2022 roku został powołany do kadry Nigerii na Puchar Narodów Afryki 2021.